# Galeria do Toledo
A Galeria do Toledo é uma formação geológica portuguesa localizada no povoado do Toledo concelho de Velas, ilha de São Jorge, arquipélago dos Açores.
Esta cavidade apresenta uma geomorfologia de origem vulcânica em forma de tubo de lava com origem nas elevações a norte da localidade do Toledo. Esta formação, à data de 2010, encontra-se praticamente por explorar.